# Première circonscription des Hauts-de-Seine
La première circonscription des Hauts-de-Seine est l'une des 13 circonscriptions législatives françaises que compte le département des Hauts-de-Seine (92) situé en région Île-de-France.

## Description géographique et démographique

### De 1958 à 1967
La Trente-sixième circonscription de la Seine regroupait :
- La commune de Colombes
- La commune de Gennevilliers

(réf. Journal Officiel du 14-15 octobre 1958).
Villeneuve-la-Garenne faisait partie du canton d'Asnières-sur-Seine

### Depuis 1967
La première circonscription des Hauts-de-Seine est située à l'extrémité nord-est du département et englobe Colombes, Gennevilliers, et Villeneuve-la-Garenne, s'étendant aux frontières interdépartementales et à la deuxième circonscription des Hauts-de-Seine.
Elle est composée des cinq cantons suivants :
- Canton de Colombes-Nord-Est
- Canton de Colombes-Nord-Ouest
- Canton de Gennevilliers-Nord
- Canton de Gennevilliers-Sud
- Canton de Villeneuve-la-Garenne.

La circonscription est peuplée de 119 733 habitants en 2010, contre 113 618 habitants en 1999.

La première circonscription en 1967.
La première circonscription en 1986.

## Députés de la Trente-sixième circonscription de la Seine
- 1958 : Marcelle Devaud, UNR

- 1962 : Waldeck L'Huillier, PCF
suppléant : Henri Neveu (1894-1983), directeur d'agence de reportages-photo, conseiller général de la Seine, conseiller municipal de Colombes[2].

## Députés de la1recirconscriptiondes Hauts-de-Seine
| Législature | Début de mandat  | Fin de mandat    | Député             | Parti politique | Observations |
| ----------- | ---------------- | ---------------- | ------------------ | --------------- | --- |
| IIIe        | 3 avril 1967     | 30 mai 1968      | Waldeck L'Huillier | PCF             | Maire de Gennevilliers (1945-1973) Mandat écourté à la suite d'une dissolution parlementaire décidée par Charles de Gaulle.                                                                                      |
| IVe         | 11 juillet 1968  | 1er avril 1973   | Waldeck L'Huillier | PCF             | Maire de Gennevilliers (1945-1973) |
| Ve          | 2 avril 1973     | 2 avril 1978     | Waldeck L'Huillier | PCF             | Maire de Gennevilliers (1945-1973) |
| VIe         | 3 avril 1978     | 22 mai 1981      | Jacques Brunhes    | PCF             | Mandat écourté à la suite d'une dissolution parlementaire décidée par François Mitterrand. |
| VIIe        | 2 juillet 1981   | 1er avril 1986   | Jacques Brunhes    | PCF             | |
| IXe         | 23 juin 1988     | 1er avril 1993   | Jacques Brunhes    | PCF             | Maire de Gennevilliers (1987-2001) |
| Xe          | 2 avril 1993     | 21 avril 1997    | Jacques Brunhes    | PCF             | Maire de Gennevilliers (1987-2001) Mandat écourté à la suite d'une dissolution parlementaire décidée par Jacques Chirac.                                                                                         |
| XIe         | 12 juin 1997     | 23 novembre 2001 | Jacques Brunhes    | PCF             | Maire de Gennevilliers (1987 → 2001) |
| XIe         | 24 novembre 2001 | 18 juin 2002     | Dominique Frelaut  | PCF             | Maire de Gennevilliers (1987 → 2001) |
| XIIe        | 19 juin 2002     | 19 juin 2007     | Jacques Brunhes    | PCF             | Membre du Conseil municipal de Gennevilliers |
| XIIIe       | 20 juin 2007     | 19 juin 2012     | Roland Muzeau      | PCF             | Adjoint au maire de Gennevilliers |
| XIVe        | 20 juin 2012     | 20 juin 2017     | Alexis Bachelay    | PS              | Adjoint au maire de Colombes (2008 → 2014) |
| XVe         | 21 juin 2017     | 21 juin 2022     | Elsa Faucillon     | PCF             | Conseillère municipale de Gennevilliers (depuis 2014) Conseillère départementale du canton de Gennevilliers (2015 → 2021)                                                                                        |
| XVIe        | 22 juin 2022     | 9 juin 2024      | Elsa Faucillon     | PCF             | Conseillère municipale de Gennevilliers (depuis 2014) Conseillère départementale du canton de Gennevilliers (2015 → 2021) Mandat écourté à la suite d'une dissolution parlementaire décidée par Emmanuel Macron. |
| XVIIe       | 8 juillet 2024   | En cours         | Elsa Faucillon     | PCF             | Conseillère municipale de Gennevilliers (depuis 2014) Conseillère départementale du canton de Gennevilliers (2015 → 2021)                                                                                        |

## Historique des élections

### Élections de 1967
|                  | Waldeck L'Huillier élu | PCF            | 14 577 | 61,72  |  |  |  |
|                  | Robert Valenciennes    | UD-Ve          | 6 722  | 28,46  |  |  |  |
|                  | Monique Staelens       | FGDS           | 2 319  | 9,82   |  |  |  |
|                  |                        |                |        |        |  |  |  |
| Inscrits         | Inscrits               | Inscrits       | 28 270 | 100,00 |  |  |  |
| Abstentions      | Abstentions            | Abstentions    | 4 122  | 14,58  |  |  |  |
| Votants          | Votants                | Votants        | 24 148 | 85,42  |  |  |  |
| Blancs et nuls   | Blancs et nuls         | Blancs et nuls | 530    | 2,19   |  |  |  |
| Exprimés         | Exprimés               | Exprimés       | 23 618 | 97,81  |  |  |  |
| Source : CEVIPOF |                        |                |        |        |  |  |  |

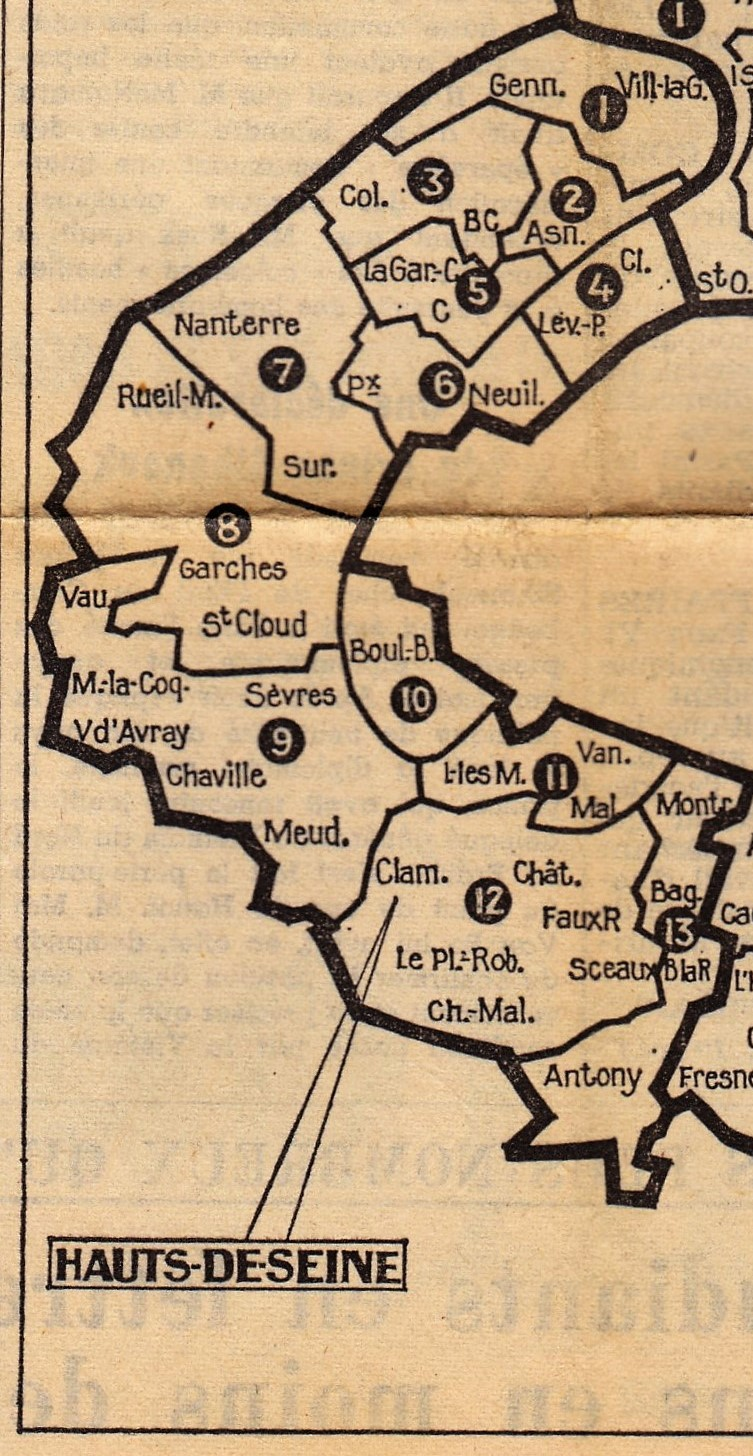
Circonscriptions électorales des Hauts-de-Seine, de 1967 à 1981.

Le suppléant de Waldeck L'Huillier était Jacques Brunhes, enseignant à Villeneuve-la-Garenne.

### Élections de 1968
|                  | Waldeck L'Huillier sortant réélu | PCF            | 12 307 | 54,86  |  |  |  |
|                  | Robert Valenciennes              | UDR (URP)      | 6 737  | 30,03  |  |  |  |
|                  | Lucien Lelièvre                  | FGDS (SFIO)    | 1 461  | 6,51   |  |  |  |
|                  | Claude Babadjian                 | PSU            | 1 059  | 4,72   |  |  |  |
|                  | M. Monin                         | Divers         | 870    | 3,88   |  |  |  |
|                  |                                  |                |        |        |  |  |  |
| Inscrits         | Inscrits                         | Inscrits       | 28 016 | 100,00 |  |  |  |
| Abstentions      | Abstentions                      | Abstentions    | 5 294  | 18,9   |  |  |  |
| Votants          | Votants                          | Votants        | 22 722 | 81,1   |  |  |  |
| Blancs et nuls   | Blancs et nuls                   | Blancs et nuls | 288    | 1,27   |  |  |  |
| Exprimés         | Exprimés                         | Exprimés       | 22 434 | 98,73  |  |  |  |
| Source : CEVIPOF |                                  |                |        |        |  |  |  |

Le suppléant de Waldeck L'Huillier était Jacques Brunhes.

### Élections de 1973
|                  | Waldeck L'Huillier sortant réélu | PCF                  | 13 322 | 54,48  |  |  |  |
|                  | Philippe François                | RI (URP)             | 5 193  | 21,24  |  |  |  |
|                  | Lucien Lelièvre                  | PS (UGSD)            | 2 730  | 11,16  |  |  |  |
|                  | Jean-Michel Lobjeois             | MR                   | 1 871  | 7,65   |  |  |  |
|                  | Maurice Tombolato                | PSU                  | 772    | 3,16   |  |  |  |
|                  | Pierre Frank                     | LCR                  | 323    | 1,32   |  |  |  |
|                  | Jean Guilain                     | Extrême droite (PLF) | 243    | 0,99   |  |  |  |
|                  |                                  |                      |        |        |  |  |  |
| Inscrits         | Inscrits                         | Inscrits             | 30 198 | 100,00 |  |  |  |
| Abstentions      | Abstentions                      | Abstentions          | 5 251  | 17,39  |  |  |  |
| Votants          | Votants                          | Votants              | 24 947 | 82,61  |  |  |  |
| Blancs et nuls   | Blancs et nuls                   | Blancs et nuls       | 493    | 1,98   |  |  |  |
| Exprimés         | Exprimés                         | Exprimés             | 24 454 | 98,02  |  |  |  |
| Source : CEVIPOF |                                  |                      |        |        |  |  |  |

Le suppléant de Waldeck L'Huillier était Jacques Brunhes.

### Élections de 1978
| Candidat         | Candidat             | Parti          | Premier tour | Premier tour | Second tour | Second tour |  |
| Candidat         | Candidat             | Parti          | Voix         | %            | Voix        | %           |  |
| ---------------- | -------------------- | -------------- | ------------ | ------------ | ----------- | ----------- |  |
|                  | Jacques Brunhes élu  | PCF            | 13 529       | 49,22        | 17 719      | 67,58       |  |
|                  | Christian Cléro      | RPR            | 5 454        | 19,84        | 8 502       | 32,42       |  |
|                  | Yves Lasfargue       | PS             | 4 741        | 17,25        | Retrait     | Retrait     |  |
|                  | Jean-Jacques Lecomte | CNIP           | 1 960        | 7,13         |             |             |  |
|                  | Roland Fiquet        | PSU (FA)       | 715          | 2,6          |             |             |  |
|                  | Pierre Chaze         | LO             | 457          | 1,66         |             |             |  |
|                  | Jean-Claude Dautigny | FRP            | 286          | 1,04         |             |             |  |
|                  | Alain Martinez       | LCR            | 224          | 0,81         |             |             |  |
|                  | Jean-Louis Raboutet  | UOPDP          | 120          | 0,44         |             |             |  |
|                  |                      |                |              |              |             |             |  |
| Inscrits         | Inscrits             | Inscrits       | 35 411       | 100,00       | 35 411      | 100,00      |  |
| Abstentions      | Abstentions          | Abstentions    | 7 339        | 20,73        | 8 437       | 23,83       |  |
| Votants          | Votants              | Votants        | 28 072       | 79,27        | 26 974      | 76,17       |  |
| Blancs et nuls   | Blancs et nuls       | Blancs et nuls | 586          | 2,09         | 753         | 2,79        |  |
| Exprimés         | Exprimés             | Exprimés       | 27 486       | 97,91        | 26 221      | 97,21       |  |
| Source : CEVIPOF |                      |                |              |              |             |             |  |

Le suppléant de Jacques Brunhes était Lucien Lanternier, maire de Gennevilliers, conseiller général.

### Élections de 1981
|                | Jacques Brunhes sortant réélu | PCF            | 11 334 | 50,23  |  |  |  |
|                | René Gerun                    | PS             | 5 406  | 23,96  |  |  |  |
|                | Gérard Ecorcheville           | RPR (UNM)      | 4 976  | 22,05  |  |  |  |
|                | Roland Fiquet                 | PSU            | 435    | 1,93   |  |  |  |
|                | Jean-Paul Macé                | LO             | 253    | 1,12   |  |  |  |
|                | Gérard Vidal                  | LCR            | 158    | 0,70   |  |  |  |
|                |                               |                |        |        |  |  |  |
| Inscrits       | Inscrits                      | Inscrits       | 34 428 | 100,00 |  |  |  |
| Abstentions    | Abstentions                   | Abstentions    | 11 566 | 33,59  |  |  |  |
| Votants        | Votants                       | Votants        | 22 862 | 66,41  |  |  |  |
| Blancs et nuls | Blancs et nuls                | Blancs et nuls | 300    | 1,31   |  |  |  |
| Exprimés       | Exprimés                      | Exprimés       | 22 562 | 98,69  |  |  |  |

Le suppléant de Jacques Brunhes était Lucien Lanternier.

### Élections de 1988
| Candidat       | Candidat             | Parti          | Premier tour | Premier tour | Second tour | Second tour |  |
| Candidat       | Candidat             | Parti          | Voix         | %            | Voix        | %           |  |
| -------------- | -------------------- | -------------- | ------------ | ------------ | ----------- | ----------- |  |
|                | Jacques Brunhes élu  | PCF            | 13 337       | 38,43        | 19 458      | 100,00      |  |
|                | Bernard Le Savouroux | PS             | 8 605        | 24,79        | Retrait     | Retrait     |  |
|                | Jean-Yves Le Gallou  | FN             | 6 388        | 18,40        |             |             |  |
|                | Nicole Goueta        | RPR (URC)      | 6 379        | 18,38        |             |             |  |
|                |                      |                |              |              |             |             |  |
| Inscrits       | Inscrits             | Inscrits       | 57 931       | 100,00       | 57 924      | 100,00      |  |
| Abstentions    | Abstentions          | Abstentions    | 22 688       | 39,16        | 30 933      | 53,4        |  |
| Votants        | Votants              | Votants        | 35 243       | 60,84        | 26 991      | 46,6        |  |
| Blancs et nuls | Blancs et nuls       | Blancs et nuls | 534          | 1,52         | 7 533       | 27,91       |  |
| Exprimés       | Exprimés             | Exprimés       | 34 709       | 98,48        | 19 458      | 72,09       |  |

Le suppléant de Jacques Brunhes était Dominique Frelaut, maire de Colombes.

### Élections de 1993
| Candidat       | Candidat                      | Parti             | Premier tour | Premier tour | Second tour | Second tour |  |
| Candidat       | Candidat                      | Parti             | Voix         | %            | Voix        | %           |  |
| -------------- | ----------------------------- | ----------------- | ------------ | ------------ | ----------- | ----------- |  |
|                | Jacques Brunhes sortant réélu | PCF               | 11 658       | 32,76        | 18 929      | 54,33       |  |
|                | Roger Prévot                  | UDF (AD)          | 7 761        | 21,81        | 15 910      | 45,67       |  |
|                | Jean-Yves Le Gallou           | FN                | 6 857        | 19,27        |             |             |  |
|                | Chantal Léopold               | PS (ADFP)         | 2 625        | 7,38         |             |             |  |
|                | Hubert Guicharrousse          | Les Verts (EÉ)    | 2 464        | 6,92         |             |             |  |
|                | Alain Prévot                  | Divers            | 1 202        | 3,38         |             |             |  |
|                | Denis Fauconnier              | LT-LNÉ            | 1 041        | 2,93         |             |             |  |
|                | Brigitte Ranaivoson           | Divers écologiste | 578          | 1,62         |             |             |  |
|                | Michel Breton                 | LO                | 552          | 1,55         |             |             |  |
|                | Jean-Louis Mas                | Divers droite     | 384          | 1,08         |             |             |  |
|                | Dominique Mourre              | PT                | 270          | 0,76         |             |             |  |
|                | Philippe Mussat               | LCR               | 193          | 0,54         |             |             |  |
|                |                               |                   |              |              |             |             |  |
| Inscrits       | Inscrits                      | Inscrits          | 57 383       | 100,00       | 57 376      | 100,00      |  |
| Abstentions    | Abstentions                   | Abstentions       | 20 497       | 35,72        | 20 535      | 35,79       |  |
| Votants        | Votants                       | Votants           | 36 886       | 64,28        | 36 841      | 64,21       |  |
| Blancs et nuls | Blancs et nuls                | Blancs et nuls    | 1 301        | 3,53         | 2 002       | 5,43        |  |
| Exprimés       | Exprimés                      | Exprimés          | 35 585       | 96,47        | 34 839      | 94,57       |  |

Le suppléant de Jacques Brunhes était Dominique Frelaut.

### Élections de 1997
| Candidat       | Candidat                      | Parti          | Premier tour | Premier tour | Second tour | Second tour |  |
| Candidat       | Candidat                      | Parti          | Voix         | %            | Voix        | %           |  |
| -------------- | ----------------------------- | -------------- | ------------ | ------------ | ----------- | ----------- |  |
|                | Jacques Brunhes sortant réélu | PCF            | 11 554       | 34,04        | 22 396      | 68,54       |  |
|                | Jean-Yves Le Gallou           | FN             | 7 200        | 21,21        | 10 282      | 31,46       |  |
|                | Alain Robert                  | RPR            | 5 637        | 16,61        |             |             |  |
|                | Maurice Lobry                 | PS             | 4 921        | 14,5         |             |             |  |
|                | Alain Rouat                   | Les Verts      | 1 379        | 4,06         |             |             |  |
|                | Michel Breton                 | LO             | 958          | 2,82         |             |             |  |
|                | Jean-Jacques Druyer           | Divers gauche  | 556          | 1,64         |             |             |  |
|                | Richard Merra                 | SÉGA           | 537          | 1,58         |             |             |  |
|                | Philippe Mussat               | LCR            | 310          | 0,91         |             |             |  |
|                | Arnaud Leclercq               | Divers droite  | 263          | 0,77         |             |             |  |
|                | Gérard Orget                  | Extrême droite | 235          | 0,69         |             |             |  |
|                | Sylvain Michon                | PT             | 229          | 0,67         |             |             |  |
|                | Henri Hamon                   | Divers droite  | 164          | 0,48         |             |             |  |
|                | Stéphane Gazeau               | Divers         | 0            | 0            |             |             |  |
|                |                               |                |              |              |             |             |  |
| Inscrits       | Inscrits                      | Inscrits       | 56 986       | 100,00       | 56 982      | 100,00      |  |
| Abstentions    | Abstentions                   | Abstentions    | 22 025       | 38,65        | 21 360      | 37,49       |  |
| Votants        | Votants                       | Votants        | 34 961       | 61,35        | 35 622      | 62,51       |  |
| Blancs et nuls | Blancs et nuls                | Blancs et nuls | 1 018        | 2,91         | 2 944       | 8,26        |  |
| Exprimés       | Exprimés                      | Exprimés       | 33 943       | 97,09        | 32 678      | 91,74       |  |

Le suppléant de Jacques Brunhes était Dominique Frelaut. Dominique Frelaut remplaça Jacques Brunhes, nommé membre du gouvernement, du 24 novembre 2001 au 18 juin 2002.

### Élections de 2002
| Candidat       | Candidat                      | Parti            | Premier tour | Premier tour | Second tour | Second tour |  |
| Candidat       | Candidat                      | Parti            | Voix         | %            | Voix        | %           |  |
| -------------- | ----------------------------- | ---------------- | ------------ | ------------ | ----------- | ----------- |  |
|                | Jacques Brunhes sortant réélu | PCF              | 9 208        | 31,38        | 15 860      | 60,35       |  |
|                | Cécile Barthe                 | UMP              | 5 782        | 19,71        | 10 421      | 39,65       |  |
|                | Maurice Lobry                 | PS               | 5 268        | 17,96        |             |             |  |
|                | Argentine Venchiarutti        | FN               | 2 837        | 9,67         |             |             |  |
|                | Olivier Camps-Vaquer          | UDF              | 2 236        | 7,62         |             |             |  |
|                | Jean-Yves Le Gallou           | MNR              | 1 196        | 4,08         |             |             |  |
|                | Richard Merra                 | Les Verts        | 996          | 3,39         |             |             |  |
|                | Isabelle Guichard             | LCR              | 456          | 1,55         |             |             |  |
|                | Michel Breton                 | LO               | 413          | 1,41         |             |             |  |
|                | Carole Tanqueray              | Pôle républicain | 366          | 1,25         |             |             |  |
|                | Monique Tharaud               | GÉ               | 170          | 0,58         |             |             |  |
|                | Odile Mourre                  | PT               | 109          | 0,37         |             |             |  |
|                | Jean Grimal                   | diss. PCF        | 93           | 0,32         |             |             |  |
|                | Joséphine Urbiztondo          | Divers gauche    | 58           | 0,2          |             |             |  |
|                | Kayenge Kimfumu               | Divers           | 55           | 0,19         |             |             |  |
|                | Michèle Laflèche              | Divers           | 43           | 0,15         |             |             |  |
|                | Olivier Mamimoue              | Divers           | 34           | 0,12         |             |             |  |
|                | Marie-Laurence Gaillot        | Divers           | 19           | 0,06         |             |             |  |
|                |                               |                  |              |              |             |             |  |
| Inscrits       | Inscrits                      | Inscrits         | 53 218       | 100,00       | 53 214      | 100,00      |  |
| Abstentions    | Abstentions                   | Abstentions      | 23 370       | 43,91        | 26 104      | 49,05       |  |
| Votants        | Votants                       | Votants          | 29 848       | 56,09        | 27 110      | 50,95       |  |
| Blancs et nuls | Blancs et nuls                | Blancs et nuls   | 509          | 1,71         | 829         | 3,06        |  |
| Exprimés       | Exprimés                      | Exprimés         | 29 339       | 98,29        | 26 281      | 96,94       |  |

La suppléante de Jacques Brunhes était Michèle Fritsch, conseillère générale du canton de Colombes-Nord-Est, conseillère municipale de Colombes, documentaliste.

### Élections de 2007
| Candidat       | Candidat            | Parti          | Premier tour | Premier tour | Second tour | Second tour |  |
| Candidat       | Candidat            | Parti          | Voix         | %            | Voix        | %           |  |
| -------------- | ------------------- | -------------- | ------------ | ------------ | ----------- | ----------- |  |
|                | Véronique Vignon    | UMP            | 8 405        | 28,41        | 10 249      | 36,46       |  |
|                | Roland Muzeau élu   | PCF            | 7 914        | 26,75        | 17 861      | 63,54       |  |
|                | Philippe Sarre      | PS             | 7 092        | 23,97        |             |             |  |
|                | Leila Leghmara      | UDF–MoDem      | 2 046        | 6,92         |             |             |  |
|                | Marie-Cécile Rabier | FN             | 1 192        | 4,03         |             |             |  |
|                | Jean-Marc Denjean   | Les Verts      | 677          | 2,29         |             |             |  |
|                | Isabelle Guichard   | LCR            | 554          | 1,87         |             |             |  |
|                | Hassan Ben M'Barek  | Divers         | 384          | 1,3          |             |             |  |
|                | Michel Breton       | LO             | 248          | 0,84         |             |             |  |
|                | Anna Le Gal         | LT-LNÉ         | 247          | 0,83         |             |             |  |
|                | Jean Grimal         | diss. PCF      | 189          | 0,64         |             |             |  |
|                | Bertrand Robert     | MNR            | 143          | 0,48         |             |             |  |
|                | Sylvain Binder      | Divers         | 112          | 0,38         |             |             |  |
|                | Alexandre Kadur     | Divers droite  | 106          | 0,36         |             |             |  |
|                | Odile Mourre        | PT             | 104          | 0,35         |             |             |  |
|                | Stéphanie Pourdieu  | LC             | 96           | 0,32         |             |             |  |
|                | Yves Jean           | CNIP           | 69           | 0,23         |             |             |  |
|                | Michel Darracq      | Divers         | 8            | 0,03         |             |             |  |
|                |                     |                |              |              |             |             |  |
| Inscrits       | Inscrits            | Inscrits       | 59 278       | 100,00       | 59 278      | 100,00      |  |
| Abstentions    | Abstentions         | Abstentions    | 29 006       | 48,93        | 30 344      | 51,19       |  |
| Votants        | Votants             | Votants        | 30 272       | 51,07        | 28 934      | 48,81       |  |
| Blancs et nuls | Blancs et nuls      | Blancs et nuls | 686          | 2,27         | 824         | 2,85        |  |
| Exprimés       | Exprimés            | Exprimés       | 29 586       | 97,73        | 28 110      | 97,15       |  |

### Élections de 2012
| Candidat       | Candidat              | Parti          | Premier tour | Premier tour | Second tour | Second tour |  |
| Candidat       | Candidat              | Parti          | Voix         | %            | Voix        | %           |  |
| -------------- | --------------------- | -------------- | ------------ | ------------ | ----------- | ----------- |  |
|                | Alexis Bachelay élu   | PS             | 9 227        | 32,51        | 15 495      | 100,00      |  |
|                | Roland Muzeau sortant | FG (PCF)       | 8 447        | 29,76        | Retrait     | Retrait     |  |
|                | Nora Djellab          | UMP            | 3 484        | 12,28        |             |             |  |
|                | Rémi Carillon         | FN             | 3 255        | 11,47        |             |             |  |
|                | Denis Butaye          | Divers droite  | 1 141        | 4,02         |             |             |  |
|                | Taoufik Halem         | EÉLV           | 741          | 2,61         |             |             |  |
|                | Karim Yahiaoui        | MoDem          | 492          | 1,73         |             |             |  |
|                | Hassan Ben M'Barek    | Divers         | 341          | 1,20         |             |             |  |
|                | Anna Le Gal           | LT-LNÉ         | 288          | 1,01         |             |             |  |
|                | Yasmine Azizoudine    | Sans étiquette | 161          | 0,57         |             |             |  |
|                | Anne Bourdu           | PLD            | 155          | 0,55         |             |             |  |
|                | Michel Breton         | LO             | 154          | 0,54         |             |             |  |
|                | Isabelle Guichard     | NPA            | 138          | 0,49         |             |             |  |
|                | Jean Grimal           | Extrême gauche | 122          | 0,43         |             |             |  |
|                | Rachida Melihi        | AÉI            | 121          | 0,43         |             |             |  |
|                | Anne-Marie Desachy    | S&P            | 70           | 0,25         |             |             |  |
|                | Odile Mourre          | POI            | 42           | 0,15         |             |             |  |
|                | Muriel Saban          | NC             | 0            | 0,00         |             |             |  |
|                |                       |                |              |              |             |             |  |
| Inscrits       | Inscrits              | Inscrits       | 59 481       | 100,00       | 59 481      | 100,00      |  |
| Abstentions    | Abstentions           | Abstentions    | 30 570       | 51,39        | 39 308      | 66,08       |  |
| Votants        | Votants               | Votants        | 28 911       | 48,61        | 20 173      | 33,92       |  |
| Blancs et nuls | Blancs et nuls        | Blancs et nuls | 532          | 1,84         | 4 678       | 23,19       |  |
| Exprimés       | Exprimés              | Exprimés       | 28 379       | 98,16        | 15 495      | 76,81       |  |

### Élections de 2017
|                                                                                 |                                                                             |                           |                           |                          |                          |
|                                                                                 |                                                                             | Premier tour 11 juin 2017 | Premier tour 11 juin 2017 | Second tour 18 juin 2017 | Second tour 18 juin 2017 |
|                                                                                 |                                                                             |                           |                           |                          |                          |
|                                                                                 |                                                                             | Nombre                    | % des inscrits            | Nombre                   | % des inscrits           |
| Inscrits                                                                        | Inscrits                                                                    | 62 486                    | 100,00                    | 62 486                   | 100,00                   |
| Abstentions                                                                     | Abstentions                                                                 | 38 073                    | 60,93                     | 40 913                   | 65,48                    |
| Votants                                                                         | Votants                                                                     | 24 413                    | 39,07                     | 21 573                   | 34,52                    |
|                                                                                 |                                                                             |                           | % des votants             |                          | % des votants            |
| Bulletins blancs                                                                | Bulletins blancs                                                            | 668                       | 2,74                      | 1 443                    | 6,69                     |
| Bulletins nuls                                                                  | Bulletins nuls                                                              | 123                       | 0,50                      | 278                      | 1,29                     |
| Suffrages exprimés                                                              | Suffrages exprimés                                                          | 23 622                    | 96,76                     | 19 852                   | 92,02                    |
|                                                                                 |                                                                             |                           |                           |                          |                          |
| Candidat Étiquette politique (partis et alliances)                              | Candidat Étiquette politique (partis et alliances)                          | Voix                      | % des exprimés            | Voix                     | % des exprimés           |
|                                                                                 |                                                                             |                           |                           |                          |                          |
|                                                                                 | Isia Khalfi La République en marche !                                       | 6 986                     | 29,57                     | 8 897                    | 44,82                    |
|                                                                                 | Elsa Faucillon Parti communiste français                                    | 3 942                     | 16,69                     | 10 955                   | 55,18                    |
|                                                                                 | Nasser Lajili La France insoumise                                           | 3 195                     | 13,53                     |                          |                          |
|                                                                                 | Alexis Bachelay (député sortant) Parti socialiste                           | 2 203                     | 9,33                      |                          |                          |
|                                                                                 | Nadia Frontigny Les Républicains                                            | 2 103                     | 8,90                      |                          |                          |
|                                                                                 | Tommy Anou Front national                                                   | 1 819                     | 7,70                      |                          |                          |
|                                                                                 | Délia Toumi Europe Écologie Les Verts                                       | 502                       | 2,13                      |                          |                          |
|                                                                                 | Abdelmajid Aodella Divers (Union des démocrates musulmans français)         | 487                       | 2,06                      |                          |                          |
|                                                                                 | Nora Djellab Divers droite (Aimer la France)                                | 360                       | 1,52                      |                          |                          |
|                                                                                 | Emmanuelle Wicquart Debout la France                                        | 332                       | 1,41                      |                          |                          |
|                                                                                 | Olivier Bonnefond Divers droite (577-Les Indépendants)                      | 328                       | 1,39                      |                          |                          |
|                                                                                 | Jean-Baptiste Baron Union populaire républicaine                            | 292                       | 1,24                      |                          |                          |
|                                                                                 | Michel Breton Lutte ouvrière                                                | 256                       | 1,08                      |                          |                          |
|                                                                                 | Anna Le Gal Écologiste (Confédération pour l'homme, l'animal et la planète) | 207                       | 0,88                      |                          |                          |
|                                                                                 | Emmanuel Pruvost Mouvement écologiste indépendant                           | 141                       | 0,60                      |                          |                          |
|                                                                                 | Hassan Ben M'barek Divers                                                   | 138                       | 0,58                      |                          |                          |
|                                                                                 | David Pijoan Nouveau Parti anticapitaliste                                  | 74                        | 0,31                      |                          |                          |
|                                                                                 | Jacques Arias Écologiste (Mouvement 100 % diss.)                            | 54                        | 0,23                      |                          |                          |
|                                                                                 | Myriam Bordreuil Parti chrétien-démocrate                                   | 53                        | 0,22                      |                          |                          |
|                                                                                 | Corinne Jan Parti ouvrier indépendant démocratique                          | 50                        | 0,21                      |                          |                          |
|                                                                                 | Jean Grimal Extrême gauche (Communistes)                                    | 45                        | 0,19                      |                          |                          |
|                                                                                 | Ahcen Meharga Écologiste (Mouvement 100 %)                                  | 43                        | 0,18                      |                          |                          |
|                                                                                 | Bertille Claux Union des démocrates et indépendants                         | 12                        | 0,05                      |                          |                          |
| Source : Ministère de l'Intérieur - Première circonscription des Hauts-de-Seine |                                                                             |                           |                           |                          |                          |

### Élections de 2022
Les élections législatives françaises de 2022 ont lieu les dimanches 12 et 19 juin 2022.
|                                                    |                                                                                          |                           |                           |                          |                          |
|                                                    |                                                                                          | Premier tour 12 juin 2022 | Premier tour 12 juin 2022 | Second tour 19 juin 2022 | Second tour 19 juin 2022 |
|                                                    |                                                                                          |                           |                           |                          |                          |
|                                                    |                                                                                          | Nombre                    | % des inscrits            | Nombre                   | % des inscrits           |
| Inscrits                                           | Inscrits                                                                                 | 65 819                    | 100                       | 65 841                   | 100                      |
| Abstentions                                        | Abstentions                                                                              | 40 666                    | 61,78                     | 40 522                   | 61,55                    |
| Votants                                            | Votants                                                                                  | 25 153                    | 38,22                     | 25 319                   | 38,45                    |
|                                                    |                                                                                          |                           | % des votants             |                          | % des votants            |
| Bulletins blancs                                   | Bulletins blancs                                                                         | 693                       | 2,76                      | 1002                     | 3,96                     |
| Bulletins nuls                                     | Bulletins nuls                                                                           | 100                       | 0,40                      | 183                      | 0,72                     |
| Suffrages exprimés                                 | Suffrages exprimés                                                                       | 24 360                    | 96,85                     | 24 134                   | 95,32                    |
|                                                    |                                                                                          |                           |                           |                          |                          |
| Candidat Étiquette politique (partis et alliances) | Candidat Étiquette politique (partis et alliances)                                       | Voix                      | % des exprimés            | Voix                     | % des exprimés           |
|                                                    |                                                                                          |                           |                           |                          |                          |
|                                                    | Elsa Faucillon* Nouvelle Union populaire écologique et sociale Parti communiste français | 13 218                    | 54,26                     | 16 934                   | 70,17                    |
|                                                    | Marie-Ange Badin Ensemble                                                                | 4 913                     | 20,17                     | 7 200                    | 29,83                    |
|                                                    | Mariam Nassere Camara Rassemblement national                                             | 2 128                     | 8,74                      |                          |                          |
|                                                    | Abdelaziz Bentaj Les Républicains                                                        | 1 147                     | 4,71                      |                          |                          |
|                                                    | Anna Le Gal Tous unis pour le vivant                                                     | 931                       | 3,82                      |                          |                          |
|                                                    | Marie-Laure Décaillet Reconquête                                                         | 764                       | 3,14                      |                          |                          |
|                                                    | Samir Boumedienne Sans étiquette                                                         | 400                       | 1,64                      |                          |                          |
|                                                    | Gary Chollet Parti animaliste                                                            | 270                       | 1,11                      |                          |                          |
|                                                    | Zina Bounab Lutte ouvrière                                                               | 269                       | 1,10                      |                          |                          |
|                                                    | Gaël Quirante Nouveau Parti anticapitaliste                                              | 164                       | 0,67                      |                          |                          |
|                                                    | Corinne Jan Parti ouvrier indépendant démocratique                                       | 119                       | 0,49                      |                          |                          |
|                                                    | Corinne Dangas Sans étiquette                                                            | 37                        | 0,15                      |                          |                          |
| * Députée sortante                                 |                                                                                          |                           |                           |                          |                          |

### Élections de 2024
| Candidat                 | Candidat                 | Parti et coalition       | Nuance                   | Premier tour | Premier tour |
| Candidat                 | Candidat                 | Parti et coalition       | Nuance                   | Voix         | %            |
| ------------------------ | ------------------------ | ------------------------ | ------------------------ | ------------ | ------------ |
|                          | Elsa Faucillon           | PCF (NFP)                | UG                       | 26 225       | 64,83        |
|                          | Mariam Camara            | RN                       | RN                       | 5 464        | 13,51        |
|                          | Frédéric Sarkis          | RE (ENS)                 | ENS                      | 5 369        | 13,27        |
|                          | Diane de Longueville     | LR (UDC)                 | LR                       | 1 752        | 4,33         |
|                          | Nicolas Fégeant          | VD - UDI                 | UDI                      | 596          | 1,47         |
|                          | Zina Bounab              | LO                       | EXG                      | 368          | 0,91         |
|                          | Marie-Laure Decaillet    | REC                      | REC                      | 346          | 0,86         |
|                          | Armelle Pertus           | NPA-R                    | EXG                      | 218          | 0,54         |
|                          | Marine Massonneau        | EÉÉ (LC)                 | DVC                      | 117          | 0,29         |
|                          |                          |                          |                          |              |              |
| Suffrages exprimés       | Suffrages exprimés       | Suffrages exprimés       | Suffrages exprimés       | 40 455       | 97,57        |
| Votes blancs             | Votes blancs             | Votes blancs             | Votes blancs             | 831          | 2,00         |
| Votes nuls               | Votes nuls               | Votes nuls               | Votes nuls               | 177          | 0,43         |
| Total                    | Total                    | Total                    | Total                    | 41 463       | 100          |
| Abstention               | Abstention               | Abstention               | Abstention               | 26 255       | 38,77        |
| Inscrits / participation | Inscrits / participation | Inscrits / participation | Inscrits / participation | 67 718       | 61,23        |